# Jan Willemen
Jan Willemen (Dongen, 27 februari 1912 - aldaar, 17 maart 1985) was glazenier en graficus te Dongen. Hij trouwde in 1949 met Lea van den Bergen. Het echtpaar kreeg zes kinderen.

## Levensloop
Van 1942-1945 studeerde hij aan de Academie voor Beeldende en Bouwende Kunsten te Tilburg, waar hij een leerling was van onder meer Jan van Delft. Ook volgde hij lessen bij Gerrit de Morée en Dio Rovers te Breda.
Van 1946-1949 studeerde hij aan het Koninklijk Nationaal Hoger Instituut voor Schone Kunsten te Antwerpen en in 1947 nam hij deel aan een eerste groepstentoonstelling, en wel te Breda. Zijn eerste openbare werk stamt uit hetzelfde jaar en behelst een muurschildering in het Sint-Elisabethgasthuis te Dongen.
In 1970 werd hij leraar op het John F. Kennedy-atheneum, maar toen in 1976 glazenier Jan Huet overleed kreeg Jan Willemen het verzoek om diens werk voor de kerk van Hoogstraten over te nemen. Ook nadien volgden nog diverse overzichtstentoonstellingen.
Jan Willemen overleed plotseling in de Dongense Sint-Josephkerk. Ook hij liet tal van later nooit meer uitgevoerde ontwerpen achter.

## Werk
Het oeuvre van Jan Willemen is omvangrijk. Het merendeel van zijn werk is katholiek-religieus getint. Zijn glas-in-loodramen zijn geïnspireerd op de romaanse en gotische ramen in Franse kerken. Hij maakte ramen voor kerkelijke gebouwen, maar ook kleinere raampjes voor particulieren. Daarnaast ontwierp hij de eerste gemeentevlag van Dongen.

## Externe links

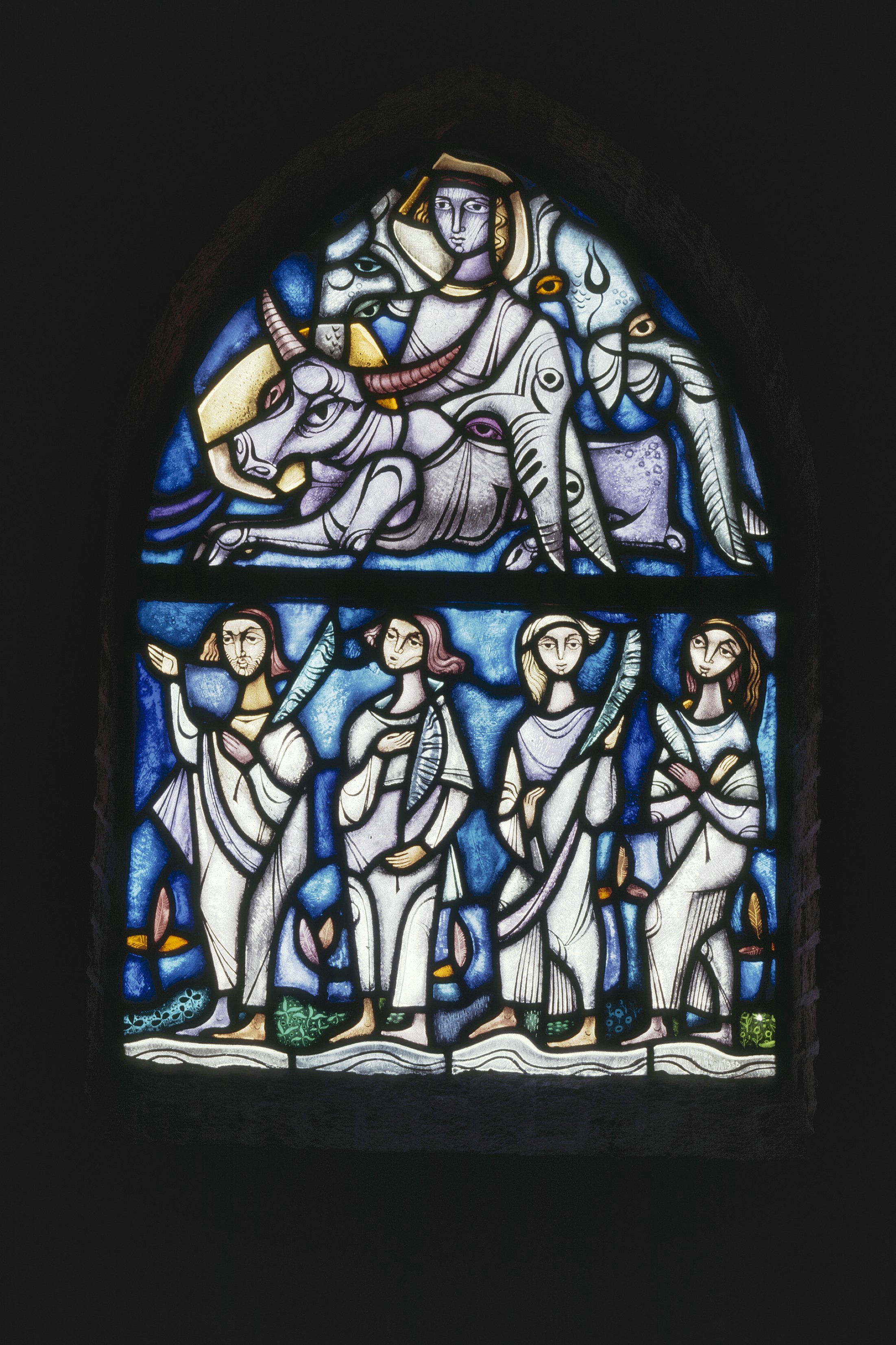
Doopkapel Sint-Josephkerk Dongen